# 滝川かのん
滝川 かのん（1991年6月11日 - ）は、日本の元タレント、元グラビアアイドル。元AV女優。現在はマルチタレント、インフルエンサーとして活動中。

## 略歴
2004年、芸能事務所に所属。ズバリ言うわよや、くりぃむナントカなどバラエティ中心に活動。
2008年12月25日 、アイドルファクトリー *debut 今井舞咲 にてグラビアアイドルとしてデビュー。
グラビアアイドル時代のキャッチフレーズは仲村みうの妹分。
2010年8月、今井かのん名義で「New Comer」でマックス・エーより、AVデビュー。
2011年1月、AV女優を引退することをブログ上で表明した。
2012年4月、大川ナミ名義でアタッカーズ専属にて再デビューした。事務所との契約解除で、大川ナミでの出演作品は3作品のみである。
2012年9月、プライムエージェンシーに移籍。名義を滝川かのんとするも、同時期に読みが同じ瀧川花音がいたため、2014年に滝沢かのんに改名した。
2018年、パチンコ・パチスロ情報サイトV-PRESS動画のパチスロタレント新人育成型番組【New Face】に出演。
2022年、インフルエンサーなどを中心に活動中。。

## 人物
- 芸能、AV女優時代の趣味・特技は作詞・音楽。
- 楽器は、ピアノ、ヴァイオリン、ギター、ベースをやっていた。

## 作品

### アダルトビデオ
今井かのん名義
- New Comer 4時間（2010年8月13日 マックス・エー）
- 今井かのんの本気SEX 6本番（2010年9月10日 マックス・エー）
- ツンデレ 今井かのんの頭の中（2010年10月8日 マックス・エー）
- FUCK!アイドル（2010年11月26日 マックス・エー）
- Bitch アイドル（2010年12月24日 マックス・エー）
- LOOK 撮られた女の報酬 かのん (2011年01月01日 プレステージ)
- いいなり女子校生 かのん（2011年3月13日 ハヤブサ）

大川ナミ名義
- 獣たちの性奴隷2（2012年6月7日 アタッカーズ）
- 接待奴隷の棲むマンション（2012年7月7日 アタッカーズ）
- 哀・姉妹3（2012年9月7日 アタッカーズ）

滝川かのん名義
- Street Snap＋ 01（2013年5月1日、プレステージ）
- 普段気にもしなかったあの子が、偶然パイスラ姿で現れ!しかも動くたびに擦れる程の巨乳だったので…2（2013年5月10日、プレステージ）共演：羽生稀、沙藤ユリ
- kira★kira BLACK GAL 黒ギャル逆痴漢★徹底的に男を犯す誘惑GAL 滝川かのん（2013年5月19日、kira☆kira）
- 発射無制限!M男専用超高級淫語ソープ 滝川かのん（2013年6月25日、美）
- スカートが捲れてパンツが見えている事に気が付かない天然ドジっ娘を感じさせろ!3（2013年7月2日、プレステージ）共演：小西まりえ、矢口理央、長谷川しずく
- 婚活セレブ悪質性法 アラサーだから占い師にすがりたい!!美人妻予備軍ナンパ（2013年7月10日、ホットエンターテイメント）
- 巨尻潮吹きギャルに生中出し！ 滝川かのん(2013年7月27日、GOT)
- 羞恥!下半身丸出し総合病院（2013年8月8日、サディスティックヴィレッジ）共演：椎名みゆ、元山はるか、橘ひなた、ほのかまゆ、鳴海すず
- BLACK judgment DAY 残酷制裁ファイル 5 滝川かのん（2013年8月25日、BabyEntertainment）
- 誘惑ドキュメント ダメな僕が本気で誘惑されてみたい（2013年9月13日、アロマ企画）共演：藤北彩香、小西まりえ、牧瀬ひかり、あずみ恋
- パンチラ挑発番外編 年上女性のエロ優しい誘惑で発射まで導かれた僕。その2（2013年9月25日、アロマ企画）共演：佐々木恋海（向井恋）、新山かえで、かすみれおん、大石美咲、佐山あづみ
- デカ尻JKのピストン騎乗位 DXIII（2013年9月25日、アロマ企画）共演：白鳥ゆな、大石美咲、有本紗世、藤北彩菜、西園寺れお、牧瀬ひかり、蒼乃ミク
- カラオケBOXに来たカップルが個室でエッチなことをしようとしているので彼氏を別室に連れ出して残った彼女をヤってやった 2（2013年10月1日、プレステージ）共演：三花れな、白城リサ
- S-Cute Girls 上原志織 滝川かのん 小嶋世奈（2013年10月13日、S-Cute）共演：小嶋世奈、上原志織
- 素人騙し撮り Vol.8 脱がし屋 美人限定。 滝川かのん(2013年10月25日、ONE GENERATION)
- あ～やらしい！39 妖艶美女の精飲遊び 滝川かのん(2013年11月1日、S.P.C)
- 「このオンナ、最上級。Deluxe」DX#3(2013/11/22、プレステージ)
- 美少女淫夢レズ 滝川かのん 安達柚奈 U&K  (2013/12/01、アウトヴィジョン)
- ちびっこという立場を利用してギャルにエッチなイタズラをしまくる悪ガキ3人組!! ギャルVS悪ガキ痴漢レイプ!!（12月5日、GARCON）
- 美人すぎる人妻に大量生中出し！滝川かのん(2013年12月27、GOT)
- kira★kira7周年×美5周年スペシャルコラボ企画-黒ギャル学園HIGH SCHOOL BLACK GALS SPECIAL 中出し猛烈大乱交4時間スペシャル- kira☆kira (2014/01/19、kira☆kira(キラキラ))
- 祝! KARMA10周年特別企画 あの国民的グループを卒業した板○友○を白目を剥いて泡を吹くまで中出し31連発! カルマ 【AVOPEN2014】 (2014/07/01、カルマ)
- 天使の降る夜。7 / S級素人 (2015/08/21、S級素人

### イメージビデオ
- Debut 今井舞咲 [DVD]（2008年12月25日　アイドルファクトリー）
- ケガドルJK 今井舞咲　[ストリーミング]（2011年03月6日　ラブドルネット）
- いけないシャワータイム 今井舞咲　[ストリーミング]（2011年03月6日　ラブドルネット）
- 競泳水着 今井舞咲 [ストリーミング]（2011年03月16日　ラブドルネット）
- ゴスプレーヤー 今井舞咲　[ストリーミング]（2011年03月16日　ラブドルネット）
- カメラ目線の誘惑イチゴ 今井舞咲　[ストリーミング]（2011年03月16日　ラブドルネット）
- ラブドルデビュー 今井舞咲　[ストリーミング]（2011年03月16日　ラブドルネット）
- ラブドルコンプリート 今井舞咲　[ストリーミング]（2011年03月16日　ラブドルネット）
- Vandalism 今井舞咲【DVD-R】 ( 2010/06/18 アクシオ)

### 写真集
今井かのん名義
- 3Dヌードファクトリー 撮影：清水清太郎
- 【ShimizuSeitaro Presents】今井かのん 写真集 [10]
- 裸体工房【今井かのん】 [11]

滝川かのん名義
- 清水清太郎公式サイト SOUL HEAT [12]。
- オトナの特権 全3巻（2015年07月24日、Milkyway）[13]

### 雑誌
- FLASH
- 週刊大衆
- 週刊実話
- アサヒ芸能
- Men's JOKER
- Popteen
- 姉ageha
- 週刊大衆EXに官能小説掲載

## テレビ出演
- ズバリ言うわよ! （中学生ゲスト出演）TBS
- くりぃむナントカ （中学生ゲスト出演）テレビ朝日
- グラドルAV鑑賞記 #16（2010年7月）つくばテレビ
- きしめぐ。 #6（2010年9月、エンタ!371）共演：希志あいの、藤浦めぐ
- 有田とマツコと男と女ゴールデンスペシャル（2012年7月・TBS、エキストラ出演）
- スパローズのギリギリセーフ!?(ニコジョッキー）
- エガちゃんピン
- カンニング竹山のガチハメ
- ドラマ特捜9（ゲスト出演）TBS

## 映画出演
- うた魂♪ （エキストラ出演）2008年4月配給：日活
- 落語娘 （エキストラ出演）2008年8月配給：日活
- はだかのくすりゆび 二宮凛香役
- マタギ・ウォー・Z [14]

## 舞台出演
- ほっと。WATER GIRLS（横浜相鉄劇場 2007年12月6日～2007年12月9日）[15]